# Acta Agriculturae Shanghai
Acta Agriculturae Shanghai (abreviado Acta Agric. Shanghai) es una revista con ilustraciones y descripciones botánicas que es publicada en Shanghái desde el año 1985.